# Periacineta
Periacinetidae
Famille
Genre
Periacineta, unique représentant de la famille des Periacinetidae, est un genre de Ciliés de la classe des Kinetofragminophora et de l’ordre des Suctorida.

## Étymologie
Le nom de Periacineta est composé du préfixe peri-, « autour de », et du suffixe ‑acineta, par allusion au genre Acineta Ehrenberg, 1834, de la famille des Acinetidae. Collin en 1909 aurait pu vouloir ainsi définir un genre ressemblant à Acineta mais suffisamment proche pour garder le nom du genre dans le nouveau nom.

## Description
Collin évoque ainsi le genre qu'il a créé en 1909 : « J'ai créé ce nouveau genre pour les Acinétiens pourvus d'une loge qui est fixée directement au substratum, sans l'intermédiaire d'un pédoncule structuré (style proprement dit). La base de la loge s'atténue toutefois au-dessus du point de fixation, simulant un pédicule, au lieu d'être adhérente par toute la face basale, comme cela a lieu pour la coque des Solenophrya (cilié de la famille des Acinetidae) ».

## Systématique
Le genre a été décrit en 1909 par le protozoologiste français Bernard Collin (d). Periacineta buckei (Kent, 1881) Collin, 1909 est l'espèce type. La famille monogénérique des Periacinetidae a été proposée en 1978 par le soviétique Anatoli Viktorovitch Jankowski (d).

## Liste des espèces
Selon GBIF (8 décembre 2023) :
- Periacineta buckei (Kent, 1881) Collin, 1909
- Periacineta buckei (Kent, 1882) Kent, 1882
- Periacineta buckei Jankowski, 1981
- Periacineta gammari
- Periacineta heraldica (Jankowski, 1981) Dovgal, 2002
- Periacineta hydrochi (Matthes, 1954)
- Periacineta lacustris
- Periacineta notonectae (Claparède & Lachmann, 1859) Dovgal, 1988
- Periacineta paratuberosa (Nie & Ho, 1943) Dovgal, 2002
- Periacineta triangularis